# Tái hiện lịch sử

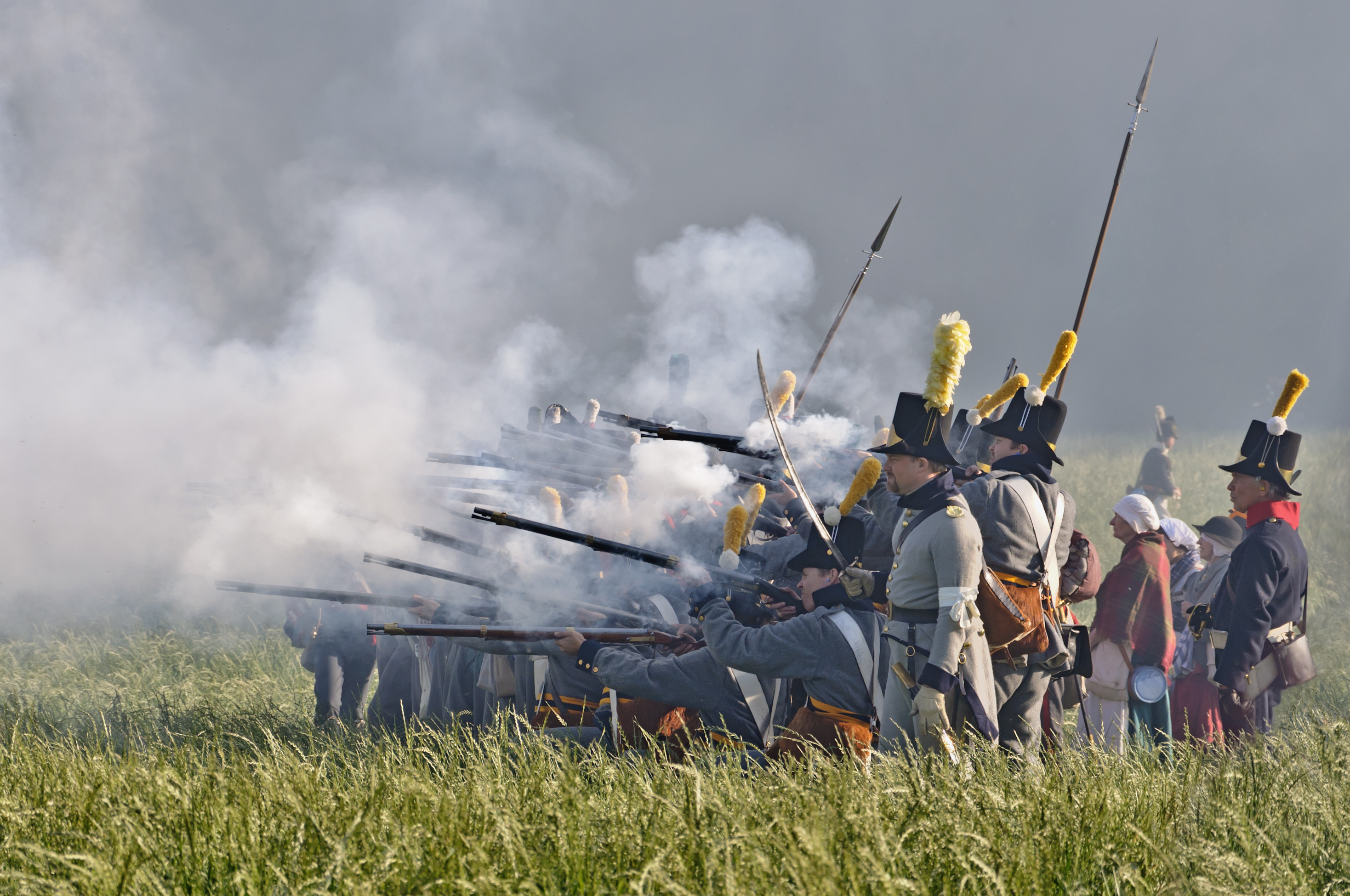
Các thành viên nhập vai trong bộ quân phục đang châm ngòi khai hỏa súng hỏa mai nằm trong hoạt động tái hiện Trận chiến Oa-téc-lô (Waterloo) ở Bỉ năm xưa, diễn ra ngay phía trước trang viên Hougoumont, năm 2011

Tái hiện lịch sử là một dạng hoạt động mang tính giải trí hoặc giáo dục trong đó chủ yếu bao gồm các cá nhân không chuyên có chung đam mê hoặc sở thích và những người yêu thích lịch sử; Song song với đó, họ thiết lập các dự án hoặc diễn đàn, hội nhóm trên mạng và theo đuổi kế hoạch tái dựng những nét văn hóa truyền thống, văn vật cổ xưa hoặc phục dựng bối cảnh các sự kiện, thời kỳ lịch sử. Đó có thể trong phạm vi hẹp ví dụ như tái hiện khoảnh khắc đặc biệt của một cuộc chiến từng diễn ra trong lịch sử, hoặc mở rộng ra phạm vi lớn hơn chẳng hạn như một triều đại hoặc toàn bộ một thời kỳ lịch sử VD như Sài Gòn trước năm 1975.